# Luiyis Palomino
Luiyis Palomino (Maracay, Venezuela, 6 de abril de 1981) es un futbolista venezolano. Su posición es la de portero y su primer equipo profesional fue el Caracas Fútbol  Club. Actualmente se desarrolla como preparador de porteros en el Aragua F.C. Con su academia LP1

## Clubes
| Club                   | País      |
| ---------------------- | --------- |
| Caracas Fútbol Club    | Venezuela |
| Estudiantes de Mérida  | Venezuela |
| Monagas Sport Club     | Venezuela |
| Portuguesa Fútbol Club | Venezuela |
| Aragua Fútbol Club     | Venezuela |